# 查理一世三面肖像
《查理一世三面肖像》是佛兰芒艺术家安东尼·范戴克的一幅布面油画，绘制于1635年－1636年，从左全侧面、正面和右侧四分之三侧面三个角度，来描绘英国国王查理一世。这幅画现藏于温莎城堡。